# シエラザード (1963年の映画)
『シエラザード』（仏語：Shéhérazade）は、1962年製作、1963年公開、ピエール・ガスパール＝ユイ監督によるフランス・イタリア・スペイン合作の長篇劇映画である。邦題は『シェラザード』とも表記される。

## 概要
70mmフィルム（スーパーパノラマ70）で製作された超大作映画である。『千夜一夜物語』の語り手として知られる伝説上の人物シェヘラザードに新進女優のアンナ・カリーナを起用し、『トリスタンとイゾルデ』の恋愛物語をブレンドしたスペクタクル映画である。カリーナの当時の夫で、ヌーヴェルヴァーグの映画監督として知られるジャン＝リュック・ゴダールがカメオ出演している。
1963年（昭和38年）5月、第16回カンヌ国際映画祭で上映され、フランス映画高等技術委員会大賞を受賞した。
日本では、同年9月28日に、松竹映配の配給で「フランス映画界が総力をあげて世界に問う初の70ミリ超大作!」と銘打ち、東京・東銀座の東劇をフラッグシップに大々的に公開された。キングレコードからは本作のサウンドトラックがEP盤（規格番号17M-71）で発売された。日本ではビデオグラム化はされていない。

## ストーリー
西暦809年、ヨーロッパを統一したフランク王国のシャルルマーニュ大帝は、バグダッドに親善使節団を派遣した。ルノー（ジェラール・バレー）を大使としたその使節団は、砂漠のなかを進む途中で、シエラザード（アンナ・カリーナ）の妹を助ける。シエラザードはアラビアのハルアン王（アントニオ・ビラール）の王妃候補であったが、盗賊ベドアン族に囚われていたのだった。ルノーは、シエラザードを奪還すると同時に、恋におちてしまう。
シエラザードが囚われていたのは、ザカール将軍（ホルヘ・ミストラル）の陰謀であった。自らの情婦シーリーン（マリルー・トロ）を王妃として送り込み、王国の乗っ取りを企図していたのだ。かくしてシエラザードは王妃に選ばれた。
ルノーはトリスタンのごとく悲しみに暮れ、酒に溺れた。ザカール将軍とシーリーンは捲土重来のチャンスとばかりに策略を仕組み、ルノーとシエラザードを再会させた。再会の悦びに抱き合うふたりを発見したハルアン王は、シエラザードを賤民に落とし、ルノーをむち打ちの刑に処した。
フランク王国の騎士団はシエラザードを奪還、ルノーとともにバグダッドを去る。それでもシエラザードを愛していたハルアン王は激怒し、騎士団からシエラザードを再奪還した。そこへ、ザカール将軍の反乱軍が王宮を攻撃、ハルアン王とシエラザードはともに脱出した。逃れるハルアン王はルノーら騎士団と出会い、ルノーらは義憤を感じて、王軍と連合してザカール将軍の反乱軍を滅ぼした。重傷を負ったハルアン王は、病床にルノーとシエラザードを呼び、ふたりの結婚を祝福した。

## キャスト
| 役名                     | 俳優                         | 日本語吹替 |
| ------------------------ | ---------------------------- | ---------- |
| シェラザード             | アンナ・カリーナ             | 渋沢詩子   |
| ルノー・ド・ヴィルクロワ | ジェラール・バレー           | 新田昌玄   |
| ハルアン王               | アントニオ・ヴィラール       | 久米明     |
| ディディエ               | ジュリアーノ・ジェンマ       | 細井重之   |
| シーリーン               | マリルー・トロ               | 公卿敬子   |
| バルマク                 | ファウスト・トッツィ         | 千葉耕市   |
| ティエリー               | ジル・ヴィダル               |            |
| ザッカール将軍           | ホルヘ・ミストラル           |            |
| アル・ファーキ           | フェルナンド・レイ           |            |
| アニラ                   | ジョエル・ラトゥール         |            |
| 誘拐犯リーダー           | ラファエル・アルバイシン     |            |
| -                        | ホセ・カルヴォ               |            |
| ヤクマ                   | フェリックス・フェルナンデス |            |
| アブダラ                 | J・M・マーティン             |            |
| ハンドウォーカー         | ジャン＝リュック・ゴダール   |            |

※日本語吹替：テレビ版・初回放送1970年5月3日『日曜洋画劇場』

## 関連事項
- ジャン＝リュック・ゴダール出演作品一覧

## 註
1. 1 2  キネマ旬報DB、「シエラザード」の項の記述を参照。
2. ↑  松竹直営「東劇」が作成・配布した当時の本作のチラシの記述を参照。